# 申徽
申徽（6世紀—？），字世仪，魏郡（今河北省邯郸市）人，北魏、西魏、北周官员。

## 生平
申徽的六世祖申钟是后赵司徒。冉闵末年，中原局势动乱，申钟的儿子申邃前往江南避难。申徽的曾祖曾爽在刘宋做官，官至雍州刺史，祖父申隆道是刘宋北兖州刺史，父亲申明仁是郡功曹，早年去世。
申徽年少时与母亲住在一起，尽心孝敬供养母亲。申徽长大后，喜好经书和史书，性格谨慎，不随便与人结交来往。后来申徽遇上母亲去世，守丧完毕后就归附了北魏。永安二年（529年），元颢攻入洛阳，以元邃出任东徐州刺史，元邃引荐申徽出任州主簿。元颢失败后，元邃被槛车送往洛阳，他旧日的官吏宾客都丢下他离去，只有申徽为元邃送行。等到元邃得以免罪，元邃广泛地聚集宾客朋友，赞叹申徽有古人的风度。申徽不久任太尉府行参军。
魏孝武帝初年，申徽因为洛阳战事不息，就走小路入关拜见宇文泰。宇文泰与申徽交谈，认为他很奇特，就向贺拔岳推荐。贺拔岳也非常尊敬地接待申徽，引荐为宾客。宇文泰前往夏州，以申徽出任记室参军，兼任府主簿。宇文泰审察申徽为人深沉周密，很有风度器量，每件事情都信任委托他，任命申徽出任大行台郎中。当时军务与国政刚刚开始创立，幕府事务众多，四方的文书，都是出自申徽的言辞。永熙三年（534年），申徽因为迎接魏孝武帝有功，封博平县子，出任本州大中正。大统初年，申徽进爵为侯。大统四年（538年），申徽出任中书舍人，修撰起居注。河桥之战，西魏大军失利，西魏文帝身边侍卫的官员，很多都分散了，只有申徽不离皇帝身边，西魏文帝称赞他。大统十年（544年），申徽升任给事黄门侍郎。
此前东阳王元荣任瓜州刺史，他的女婿邓彦跟随他。等到元荣去世，瓜州的头等望族上表推荐元荣的儿子元康出任瓜州刺史，邓彦就杀死元康夺取刺史之位。适逢四方多难，朝廷没有闲暇问罪，于是任命邓彦出任瓜州刺史。朝廷多次征召，邓彦都不接受诏令，又与南边的吐谷浑勾结，将要策划叛变。宇文泰因为难以出兵，想用计谋解决邓彦，就以申徽为河西大使，秘密地下令设法对付邓彦。申徽率领五十名骑兵轻装出发，已经到了瓜州，在宾馆休息。邓彦见到申徽单身出使，不作怀疑。申徽就派遣一个人暗中劝説邓彦归顺朝廷，用以揣度他的心意，邓彦不听从。申徽又派人赞成邓彦长驻的计划，邓彦就听从了，来到宾馆。申徽预先与瓜州主簿敦煌令狐整、开府张穆等人秘密商议逮捕邓彦，等邓彦一到宾馆，就大声呵叱并且捆绑了他，邓彦以没有罪过作为托辞。申徽列举邓彦的罪状说:“你没有半点功劳，名不副实地占据刺史的高位。仗着地处边远，违命放纵，不奉行进贡的职责，羞戮使者，轻视诏命。统计你的罪过，确实应该杀头。只是皇帝下诏的那天，本来命令押送你回到朝廷，我感到遗憾的是不能申明罚罪来向边远地区道歉。”申徽于是宣布皇帝的诏令，慰问犒劳官吏以及邓彦的部下，又说大军将陆续来到，城内没有胆敢骚动的人。申徽出使返回后，升任都官尚书。
大统十二年（546年），瓜州刺史成庆为城人张保杀死，都督令狐整等人仗义起兵驱逐张保，启奏朝廷请求任命刺史。朝廷认为申徽的诚信广泛流布于西魏西边疆土，于是任命申徽为假节、瓜州刺史。申徽在瓜州五年，节俭约束部下，边境人民安居乐业。大统十六年（550年），申徽被征召兼任尚书右仆射，加侍中、骠骑大将军、开府仪同三司。西魏废帝二年（553年），申徽进爵为北海县公，正式出任尚书右仆射，获赐姓宇文氏。
申徽性格非常勤勉，凡是所任的官职，官府的文书无论大小，他都亲自阅览，因此事情没有拖延滞留，官吏不能为非作歹。申徽后来虽然登上公卿的高位，这种志向不曾懈怠。西魏恭帝二年（555年），申徽又外任襄州刺史，当时南方刚刚归附，旧时习俗，官员都通行馈赠。申徽性格清廉谨慎，就画了一幅杨震的像挂在卧室用以告诫自己。等到申徽被征召回朝，百姓和官吏送行的人数十里不断。申徽自以为对人民没有德行，感慨有愧于怀，于是写诗题在清水亭上。老少听到这个消息，争着前来阅读，互相传告说:“这是申使君的手迹。”一起抄写朗诵。
周明帝以御正任总丝纶，又提高御正的品级为上大夫，员额四人，号称大御正，任命申徽担任御正之一。申徽历任小司空、少保，外任荆州刺史，入朝担任小司徒、小宗伯。天和六年（571年），申徽上表请求退休，周武帝诏令同意。申徽去世后，朝廷赠予泗州刺史，谥号章。

## 其他
工部中大夫裴侠患病后，大司空许国公宇文贵和小司空北海公申徽前往看望望，裴侠所住的茅屋难避风霜，宇文贵和申徽回到朝廷，告诉了皇帝。皇帝可怜裴侠贫苦，为他修建了一座住宅，并赐给良田十顷，奴隶、耕牛和粮食全部配备齐全。

## 家庭

### 子女
- 申康，北周司织下大夫、上开府、泸州刺史、北海县公
- 申敦，北周汝南郡太守
- 申静，北周齐安郡太守
- 申处，北周上开府、同昌县侯

## 延伸阅读
[在维基数据编辑]
 《周書·卷32》，出自令狐德棻《周書》
 《北史/卷069》，出自李延壽《北史》